# 泉佐野市の地名
本項泉佐野市の地名（いずみさのしのちめい）では、大阪府泉佐野市における町名や大字名を中心に、本市ならびに前身の佐野村・佐野町成立以来の地名の変遷について記述する。

## 現行行政町名
まず市内の現行の町字名を五十音順に列挙する。

### あ行
- 葵町1 - 4丁目
- 旭町
- 泉ケ丘1 - 5丁目
- 市場西1 - 3丁目
- 市場東1 - 3丁目
- 市場南1 - 3丁目
- 上町1 - 3丁目
- 大木
- 大西1 - 2丁目
- 大宮町
- 岡本1 - 5丁目

### か行
- 貝田町1 - 4丁目
- 笠松1 - 2丁目
- 春日町
- 上瓦屋
- 上之郷

### さ行
- 栄町
- 佐野台
- 下瓦屋
- 下瓦屋1 - 6丁目
- 松風台1 - 3丁目
- 新町1 - 3丁目
- 新安松1 - 3丁目
- 住吉町
- 泉州空港北

### た行
- 高松北1 - 2丁目
- 高松西1 - 2丁目
- 高松東1 - 2丁目
- 高松南1 - 3丁目
- 俵屋
- 土丸
- 鶴原
- 鶴原1 - 5丁目

### な行
- 中庄
- 長滝
- 中町1 - 4丁目
- 新浜町
- 西本町
- 野出町

### は行
- 羽倉崎1 - 4丁目
- 羽倉崎上町1 - 3丁目
- 東佐野台
- 東羽倉崎町
- 日根野
- 本町

### ま行
- 松原1 - 3丁目
- 湊1 - 4丁目
- 南泉ケ丘1 - 3丁目
- 南中岡本
- 南中樫井
- 南中安松
- 元町

### ら・わ行
- りんくう往来北
- りんくう往来南
- 若宮町

### その他
- （町字なしの地域）

## 町字名の変遷
日根郡佐野村は1889年（明治22年）、単独で自治体を形成。大字を編成せず。1896年（明治29年）、泉南郡の所属となる。
1911年（明治44年）、町制施行して佐野町となる。

### 町字の設置
1937年（昭和12年）
北中通村を編入。4大字＋大字なしの地域となる。
旧北中通村
- 上瓦屋
- 下瓦屋
- 鶴原
- 中庄

1948年（昭和23年）、市制施行・改称して泉佐野市となる。町制時の4大字と大字なしの地域で編成。
1954年（昭和29年）
泉南郡南中通村、長滝村、上之郷村、日根野村、大土村を泉佐野市に編入。
旧南中通村
- 南中岡本（岡本より）
- 南中樫井（樫井より）
- 南中安松（安松より）

旧長滝村
- 長滝（長滝村全域より）

旧上之郷村
- 上之郷（上之郷村全域より）

旧日根野村
- 俵屋
- 日根野

旧大土村
- 大木
- 土丸

## 町字の設置
1966年（昭和41年）
- 大西1 - 2丁目（旧佐野村の一部より）
- 大宮町（旧佐野村の一部より）
- 笠松1 - 2丁目（旧佐野村の一部より）
- 春日町（旧佐野村の一部より）
- 栄町（旧佐野村の一部より）
- 西本町（旧佐野村の一部より）
- 野出町（旧佐野村の一部より）
- 本町（旧佐野村の一部より）
- 松原1 - 3丁目（旧佐野村の一部より）
- 元町（旧佐野村の一部より）
- 若宮町（旧佐野村の一部より）

1967年（昭和42年）
- 佐野台（上瓦屋・下瓦屋・鶴原の各一部より）

1968年（昭和43年）
- 下瓦屋1 - 3・5丁目（1982年4・6丁目が成立、下瓦屋・上瓦屋・鶴原の各一部より）
- 新町1 - 3丁目（旧佐野村の一部より）
- 住吉町（埋立地より）
- 鶴原2 - 4丁目（1982年1・5丁目が成立、鶴原の一部より）
- 羽倉崎1 - 4丁目（旧佐野村の一部より）

1971年（昭和46年）
- 旭町（中庄・旧佐野村の各一部より）
- 新浜町（埋立地より）
- 湊1 - 4丁目（中庄の一部より）

1981年（昭和56年）
- 高松北1 - 2丁目（旧佐野村の一部より）
- 高松西1 - 2丁目（旧佐野村の一部より）
- 高松東1 - 2丁目（旧佐野村の一部より）
- 高松南1 - 3丁目（旧佐野村の一部より）
- 中町1 - 4丁目（旧佐野村の一部より）

1982年（昭和57年）
- 新安松1 - 3丁目（南中安松・旧佐野村の各一部より）
- 東羽倉崎町（旧佐野村の一部より）

1983年（昭和58年）
- 羽倉崎上町1 - 3丁目（南中安松・南中岡本の各一部より）

1985年（昭和60年）
- 上町1 - 3丁目（旧佐野村の一部より）

1986年（昭和61年）
- 葵町1 - 4丁目（日根野の一部より）

1987年（昭和62年）
- 市場西1 - 3丁目（日根野・俵屋・旧佐野村の各一部より）
- 市場東1 - 3丁目（中庄・旧佐野村の各一部より）
- 市場南1 - 3丁目（日根野・俵屋・中庄・旧佐野村の各一部より）

1988年（昭和63年）
- 泉ケ丘1 - 5丁目（鶴原の一部より）
- 南泉ケ丘1 - 3丁目（鶴原の一部より）

1989年（平成元年）
- 東佐野台（鶴原・上瓦屋・下瓦屋の各一部より）

1990年（平成2年）
- 泉州空港北（埋立地より）
- りんくう往来北（埋立地より）
- りんくう往来南（埋立地より）

1996年（平成8年）
- 松風台1 - 3丁目（中庄・日根野・旧佐野村の各一部より）

2022年（令和4年）
- 岡本1 - 5丁目（南中岡本・南中安松・南中樫井・旧佐野村の各一部より）

2024年（令和6年）
- 貝田町1 - 4丁目（鶴原の一部より）

## 参考資料
- 角川日本地名大辞典 27 大阪府（1983年、角川書店）